# Danayakapura, Bhadravati
Danayakapura là một làng thuộc tehsil Bhadravati, huyện Shimoga, bang Karnataka, Ấn Độ.